# Aburina exangulata
Aburina exangulata là một loài bướm đêm trong họ Noctuidae.